# Aditivo superplastificante
Los aditivos plastificantes y superplastificantes de hormigón, son aditivos para hormigón capaces de mejorar las propiedades del hormigón. Se emplean para conferir al hormigón fresco un mejor comportamiento en cuanto a trabajabilidad y bombeabilidad, pero también se busca con su uso mejorar significativamente la resistencia y la durabilidad del hormigón final. 

## Definiciones
Según definición de la norma UNE 934-2, se denominan reductores de agua/plastificantes y reductores de agua de alta actividad/superplastificantes, respectivamente, aunque también se los conoce como fluidificantes y superfluidificantes.
- Aditivo reductor de agua o plastificante: Es un aditivo que, sin modificar la consistencia, permite reducir el contenido en agua de un determinado hormigón, o que, sin modificar el contenido en agua, aumenta el asiento (cono de Abrams) / escurrimiento del hormigón, o que produce ambos efectos a la vez.

- Aditivo reductor de agua de alta actividad o superplastificante: Es un aditivo que, sin modificar la consistencia, permite reducir fuertemente el contenido en agua de un determinado hormigón, o que, sin modificar el contenido en agua, aumenta considerablemente el asiento, o ambos efectos a la vez.

## Clasificación
Desde el punto de vista químico, los aditivos plastificantes y superplastificantes pueden clasificarse en las siguientes categorías:

### Lignosulfonatos
Pertenecen a la primera generación de aditivos plastificantes para el hormigón y son aún bastante utilizados dentro de la tecnología más simple de aditivos. Se extraen del proceso de producción de celulosa dentro de la industria del papel. Se consigue una reducción de agua de aproximadamente el 10%.

### Naftalen sulfonatos y melamina sulfonatos
Son la segunda generación de plastificantes para hormigón.
Los naftalen sulfonatos se extraen del proceso de refinado del carbón. Comparados con los lignosulfonatos proporcionan una mayor reducción de agua, de hasta un 25%.
Los aditivos basados en melamina sulfonatos están basados en polímeros sintéticos. La reducción de agua es similar a la de los naftalenos, pero mejoran considerablemente las resistencias a edades tempranas.
Suelen clasificarse entre la segunda y la tercera generación los copolímeros vinílicos, polímeros sintéticos con moléculas de mayor tamaño que los anteriormente citados, que proporcionan un mayor efecto plastificante, mejor  dispersión de las partículas de cemento y mayor reducción de agua (alrededor del 30%).

### Policarboxilatos
Pertenecen a la última generación de superplastificantes. Químicamente se basan en copolímeros de ácido acrílico y ésteres de estos ácidos (comúnmente denominados policarboxilatos modificados) y, a diferencia de los plastificantes tradicionales, son macromoléculas que poseen cadenas laterales que les confieren "forma de peine". La síntesis específica de estas macromoléculas, especialmente de las cadenas laterales, es lo que los hace mucho más específicos, ya que dependiendo de la aplicación concreta que se busque, son capaces de variar enormemente la trabajabilidad del hormigón, o bien pueden retrasar o acelerar de forma importante el fraguado, mejorar las resistencias iniciales y/o finales, etc.
Con este tipo de aditivos se pueden alcanzar reducciones de agua de hasta el 40%. Todas estas características ofrecen nuevas aplicaciones y hacen que se trate de aditivos óptimos para la confección de hormigones autocompactantes, hormigones para prefabricados, hormigones de altas prestaciones...